# Sindaci di Praga
Il Sindaco di Praga (in lingua ceca primátor hlavního města Prahy) è il primo cittadino che amministra la città di Praga nella Repubblica Ceca.

## Elenco
| Immagine | Nominativo       | In carica                              | Partito                             |
| -------- | ---------------- | -------------------------------------- | ----------------------------------- |
|          | Josef Hájek      | (8 dicembre 1989 - 23 gennaio 1990)    | Partito Comunista di Cecoslovacchia |
|          | Jaroslav Kořán   | (1º febbraio 1990 - 13 settembre 1991) | Indipendente                        |
|          | Milan Kondr      | (28 settembre 1991 - 13 maggio 1993)   | Partito Democratico Civico          |
|          | Jan Koukal       | (13 maggio 1993 - 26 novembre 1998)    | Partito Democratico Civico          |
|          | Jan Kasl         | (26 novembre 1998 - 28 maggio 2002)    | Partito Democratico Civico          |
|          | Igor Němec       | (28 maggio 2002 - 28 novembre 2002)    | Partito Democratico Civico          |
|          | Pavel Bém        | (28 novembre 2002 - 30 novembre 2010)  | Partito Democratico Civico          |
|          | Bohuslav Svoboda | (30 novembre 2010 - 23 maggio 2013)    | Partito Democratico Civico          |
|          | Tomáš Hudeček    | (20 giugno 2013 - 26 novembre 2014)    | TOP 09                              |
|          | Adriana Krnáčová | (26 novembre 2014 - 15 novembre 2018)  | ANO 2011                            |
|          | Zdeněk Hřib      | (15 novembre 2018 - 16 febbraio 2023)  | Partito Pirata Ceco                 |
|          | Bohuslav Svoboda | (16 febbraio 2023 - in carica)         | Partito Democratico Civico          |